# Melody's Echo Chamber (album)
Melody's Echo Chamber è il primo ed eponimo album in studio della musicista francese Melody's Echo Chamber, pubblicato nel 2012.

## Tracce
Testi e musiche di Melody Prochet.
1. I Follow You – 3:36
2. Crystallized – 4:01
3. You Won't Be Missing That Part of Me – 4:16
4. Some Time Alone, Alone – 3:46
5. Bisou magique – 4:09
6. Endless Shore – 4:56
7. Quand vas tu rentrer? – 4:21
8. Mount Hopeless – 4:32
9. IsThatWhatYouSaid – 2:30
10. Snowcapped Andes Crash – 5:15
11. Be Proud of Your Kids – 3:11